# Kostel svatého Martina (Radomyšl)
Kostel svatého Martina v Radomyšli je římskokatolický farní kostel v radomyšlské farnosti v okrese Strakonice. Původní románský kostel byl založen ve dvanáctém století, ale dochovaná podoba je výsledkem barokní přestavby z let 1716–1717. Kostel je chráněn jako kulturní památka.

## Historie
Románský kostel svatého Martina v Radomyšli byl postaven ve druhé polovině dvanáctého století na okraji staršího pohřebiště. První písemná zmínka o něm pochází z roku 1284, kdy je uváděn jako farní. V období gotiky byl dvakrát přestavěn. Podruhé se tak stalo v období 1372–1388.
Radomyšl patřila nejprve Bavorům ze Strakonice, z nichž Vilém Bavor ze Strakonic radomyšlský kostel i s farou věnoval johanitům. Ti později získali i vesnici a zůstali jejími majiteli až do roku 1848.

## Stavební podoba
V románské podobě kostel tvořila loď zaklenutá dvěma poli křížové klenby, kterou na východě uzavíralo čtverhranné kněžiště. V lodi se nacházela panská empora přístupná ze sousedního šlechtického sídla. Při raně gotické přestavbě byl původní presbytář prodloužen a rozšířen na šířku románské lodi a postavena věž. Emanuel Poche uvádí věž už v románské fázi stavby. Po roce 1372 byly přistavěny dvě boční lodi. V patnáctém století byla postavena křížová klenba presbytáře a přistavěna sakristie. Poslední velká přestavba v barokním slohu proběhla v letech 1716–17178 za velkopřevora Ferdinanda Leopolda Dubského z Třebomyslic.
V dochované podobě je kostel trojlodní pseudobazilikou s pravoúhlým presbytářem, patrovou sakristií na severní straně, hranolovou věží v západním průčelí a barokními předsíněmi bočních lodí, z nichž jižní je otevřená a v jejím trojúhelníkovém štítu členěném pilastry je znak velkopřevora johanitů a nápis s letopočtem 1717. Původní románský vchod s půlkruhovým tympanonem se nachází na jižní straně lodi. Na severní straně lodi se dochovala torza románských půlkruhových okének.
Z presbytáře vede sedlový pozdně gotický portál do sakristie. Přízemí sakristie je sklenuté jedním polem křížové klenby, zatímco v patře je použita valená klenba. Presbytář je od lodi oddělen původně půlkruhovým vítězným obloukem, který byl při gotických úpravách mírně zahrocen. V hlavní lodi se klenby dělí do tří polí. V západních dvou jsou románské křížové klenby a ve východním poli je křížová klenba gotická. Boční lodě jsou zaklenuté trojicemi polí křížových kleneb a od hlavní lodi je oddělují dvojice lomených oblouků nesených masivními pilíři.
K areálu kostela patří také bývalý hřbitov ohrazený kamennou zdí, bývalá kostnice z let 1822–1834, kaple svatého Jana Nepomuckého v jižní ohradní zdi a kalvárie se sochami u východního průčelí presbytáře.

## Vybavení
Hlavní oltář s rokajovou výzdobou pochází z let 1733–1745. Oltářní obraz doplňují sochy svatého Jana Nepomuckého a svatého Jana Křtitele. Dvojice bočních protějškových oltářů je z roku 1899. K vybavení patří také novogotická kazatelna z devatenáctého století a dvojice křtitelnic. Starší polygonální gotická křtitelnice je umístěna v předsíni a v severní lodi se nachází křtitelnice rokoková.